# Ray Holman
Raymond Anthony Holman (* 1944 in Port of Spain) ist ein trinidadischer Komponist, Arrangeur und Steel-Pan-Musiker.

## Leben
Holman begann als Kind in der Steelband Invaders, unter Elliot Mannette Steel Pan zu spielen. 1972 komponierte Holman als erster Arrangeur einen eigenen Calypso, um damit am Steelbandwettbewerb Panorama teilzunehmen. Dieses Konzept wurde später durch andere namhafte Arrangeure wie Lennox Sharpe und Robert Greenidge mit Erfolg übernommen.
Beruflich unterrichtete er am renommierten Fatima College in Port of Spain. Den größten Teil seiner Zeit verbringt Holman mittlerweile an nordamerikanischen Universitäten als Gastdozent und als Botschafter des nationalen Musikinstrumentes seines Heimatstaates.